# Tuberositat tibial
La tuberositat de la tíbia, tuberositat tibial o tubercle tibial és una elevació a la cara proximal i anterior de la tíbia, just per sota d'on acaben les superfícies anteriors dels còndils lateral i medial.

## Estructura
La tuberositat de la tíbia dona inserció al lligament rotular, que s'uneix a la ròtula.